# Octave courte
On parle d'octave courte, en ce qui concerne les instruments de musique à clavier de la famille du  clavecin, (épinette, virginal, muselaar) ainsi que certains orgues portatifs et la plupart des orgues italiens de la période baroque, lorsque l'attribution des notes aux touches, dans le grave, ne correspond pas au schéma habituel. Le principe est simple : dans le grave, on attribue le plus souvent une note de son choix à une touche du clavier, pour ce faire on modifie avec sa clef d'accord ladite note (ou fréquence).
Voir aussi feinte brisée.

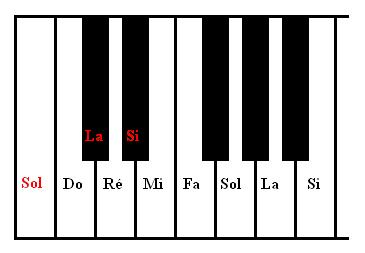
Un exemple d'octave courte (notes en rouge)

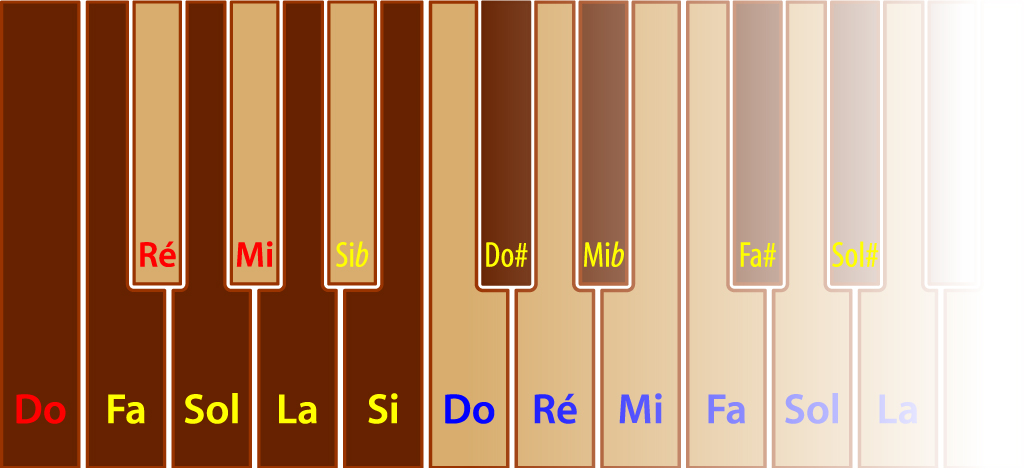
Octave courte pour l'orgue

Certaines notes altérées ne sont pas utilisées dans la partie basse des compositions : les touches apparemment chromatiques sont alors différemment affectées (à des notes naturelles) de manière à étendre l'ambitus de l'instrument vers le grave. 
Plusieurs variantes sont possibles : les schémas présentent deux exemples de dispositions utilisées couramment.
De ce fait, certaines œuvres anciennes ne peuvent être jouées exactement sur les instruments d'époque postérieure. Dans le cas d'instrument avec une octave complète, certains intervalles peuvent excéder l'écartement maximum des doigts de l'interprète. NB La distance d'une octave (do à do), de la Renaissance à l'époque baroque variait autour de 156 millimètres, alors qu'aujourd'hui elle atteint 165,2 millimètres (norme au piano). C'est pourquoi l'interprétation de ces œuvres se fait préférentiellement sur les instruments anciens ou « à l'ancienne » possédant les dispositifs adéquats.
Dans l'orgue italien, l'utilisation presque systématique de l'octave courte dans la facture baroque ne correspondait ni à une mode ni à une esthétique particulière mais répondait d'abord à une contrainte économique. Les notes les plus graves correspondant aux tuyaux les plus grands, étaient celles qui coûtaient le plus cher. On économisait en sacrifiant les notes basses qui étaient le moins susceptibles d'être employées, réduisant ainsi la première octave du clavier (8 notes au lieu de 12) avec les notes Do, Ré, Mi, Fa, Sol, La, Si bémol et Si.